# منتخب هولندا لاتحاد الرغبي
منتخب هولندا الوطني لاتحاد الرغبي (بالهولندية: Nederlands rugbyteam)‏ هو ممثل هولندا الرسمي في المنافسات الدولية في اتحاد الرغبي . تأسس في 1 يوليو 1930.

## وصلات خارجية
- الموقع الرسمي